# يوهانس إيفال

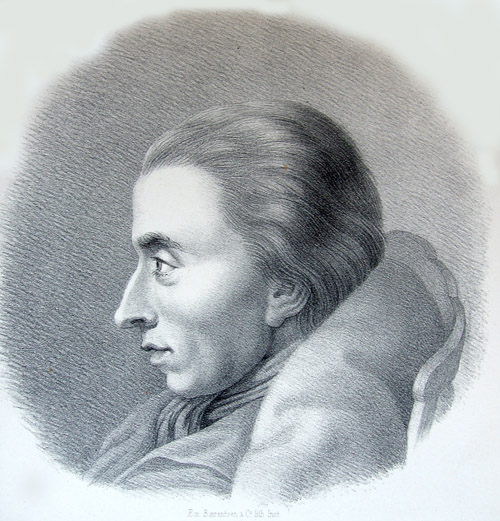
يوهانس إيفال.

يوهانس إيفال (بالدنماركية: Johannes Ewald)‏ (1743 - 1781 م) هو شاعر دنماركي.
من أشهر أعماله مسرحية «صياد السمك» (عام 1779 م).

## روابط خارجية
- يوهانس إيفال على موقع الموسوعة البريطانية (الإنجليزية)
- يوهانس إيفال على موقع ميوزك برينز (الإنجليزية)